# Червона Воля-Кольонія
Червона Воля-Кольонія (пол. Czerwona Wola-Kolonia) — село в Польщі, у гміні Слупія Конецька Конецького повіту Свентокшиського воєводства.
Населення — 114 осіб (2011).
У 1975-1998 роках село належало до Келецького воєводства.

## Демографія
Демографічна структура на день 31 березня 2011 року:
|          | Загалом | Допрацездатний вік | Працездатний вік | Постпрацездатний вік |
| -------- | ------- | ------------------ | ---------------- | -------------------- |
| Чоловіки | 51      | 11                 | 32               | 8                    |
| Жінки    | 63      | 15                 | 32               | 16                   |
| Разом    | 114     | 26                 | 64               | 24                   |